# Tommaso Bernardo Gaffi

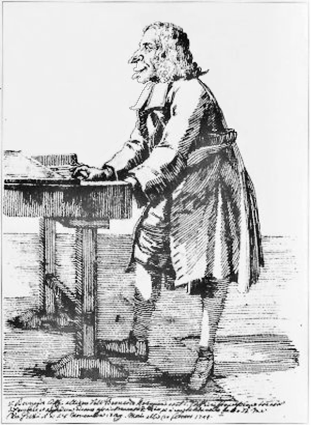
Karikatur Gaffis von Pier Leone Ghezzi.

Tommaso Bernardo Gaffi (* 14. Dezember 1667 in Rom; † 11. Februar 1744 ebenda) war ein italienischer Organist, Kapellmeister und Komponist.

## Leben
Gaffi war Schüler von Bernardo Pasquini und wirkte danach an verschiedenen Kirchen als Organist.
Er schuf Oratorien, von denen sechs erhalten sind, und daneben mehrere weltliche Kantaten. Der Einfluss des zu dieser Zeit auch in Rom aufkommenden galanten Stils ist seinem Schaffen anzumerken.